# Altin Lisi
Altin Lisi (9 de març de 1974) és un futbolista albanès que juga de migcampista, a l'SP Tre Fiori, de la Primera Divisió de San Marino. El seu primer partit el va jugar contra el Belzers FC amb l'equip Albpetrol, perdent 3-1, l'any 1993. Va jugar amb el SP Tre Fiori els partits preliminars de la Lliga de Campions de la UEFA 2010-11, davant del Rudar, amb derrota per 0-3 com a local, i per 1-4 com a visitant.